# Mitanni
Mitanni i també Mittani (a les fonts assíries, Hanigalbat o Khanigalbat) va ser un regne hurrita situat al nord de Síria que va existir des d'abans del 1500 aC. El nom com a concepte geogràfic es va utilitzar més tard per a designar les terres entre el Khabur i l'Eufrates. El nom Mittani s'hauria conservat entre els kurds (la tribu Motikan), que habiten just els mateixos territoris de l'antic regne. El regne tenia una estructura feudal, dirigit per una aristocràcia militar indoària que hauria arribat a la zona potser el 1800 aC o el 1700 aC.

## Geografia

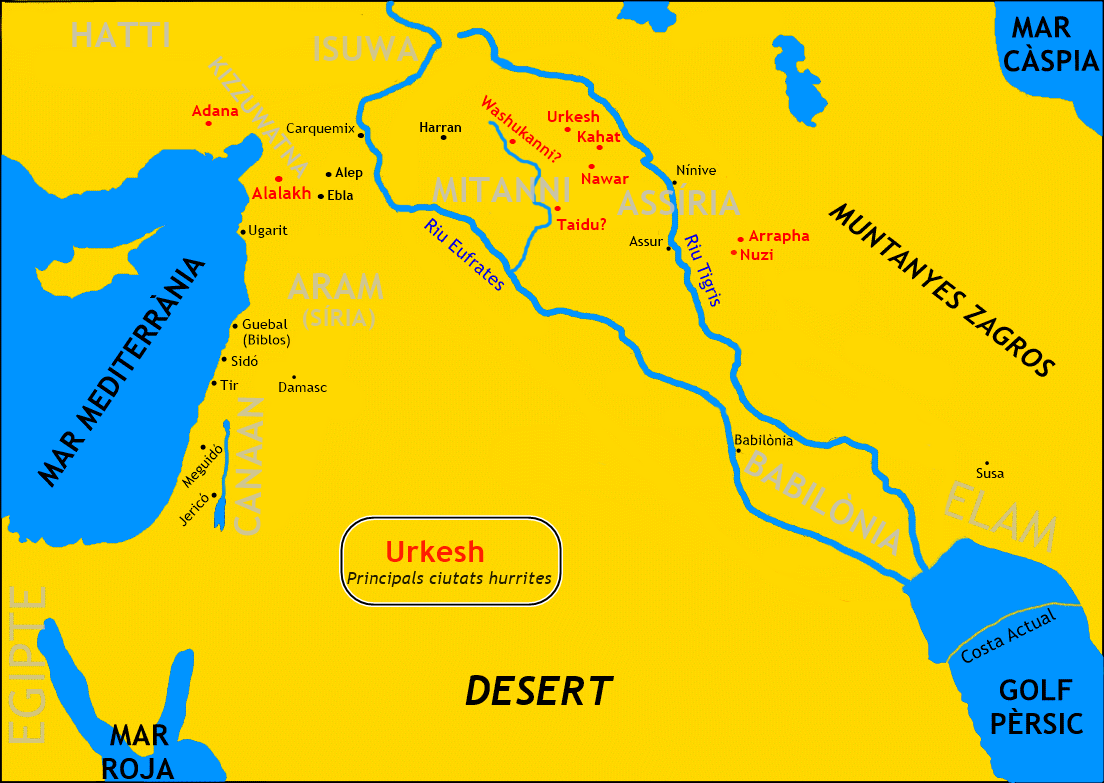
Mitanni i les principals ciutats hurrites

Els seus límits eren entre Nuzi (prop de Kirkuk) i el Tigris per l'est i Alep i la Síria central per l'oest. El centre era el riu Khabur. Les seves capitals eren la ciutat de Washukanni (Ushshukana en assiri, la paraula sànscrita vasukhani vol dir "mina de riquesa", vasu és també una paraula luvita que vol dir "bo" i en kurd modern Bashkani es tradueix per "font d'aigua bona") i la ciutat de Taite (Taidu en assiri).

## Economia
La zona principal permetia l'agricultura sense cap sistema de rec artificial. La ramaderia, sobretot d'ovelles i cabres, també es desenvolupava a la regió. La població del país era hurrita i amorita.

## Etimologia
Mittani era, probablement, un terme propi del país. Els hitites anomenaven al país Hurri o Khurri (potser Hurla) i un text de Mursilis I (segle xvi aC) esmenta uns "reis dels hurrites". Els assirioaccadians l'anomenen Hanigalbat (Khanigalbat) i els assiris no van usar el nom Mittani fins a una època en què ja el regne no existia. Llavors indicava una regió geogràfica i no política. Els egipcis l'esmenten com Naharina (en accadià vol dir "riu"). De Mittani se'n parla per primer cop a les fonts egípcies cap a l'any 1480 aC, en les memòries d'un oficial egipci anomenat Amememhet, que va servir sota Amenhotep I (entre els anys 1525-1504 aC) i potser els seus dos successors.

## Població
Se suposa que la població era hurrita, i la classe dirigent, indoària, però cap al 1500 aC la família reial ja parlava l'hurrita, segons les cartes d'Amarna i portava noms indoaris. Persones amb nom hurrita estan testimoniades en una gran zona de Síria, regions que no pertanyien inicialment a Mittani. Al segle xiv aC, nombroses ciutats de Síria i Canaan eren governades per persones amb noms hurrites, però aquests governants no tenen vinculació coneguda amb Mittani i les diferències dialectals i religioses (els diferents panteons) suggereixen un desenvolupament separat.

## Història

Mapa polític de l'Orient Mitjà al primer període cobert per les Cartes d'Amarna, primera meitat del

La situació geopolítica a l'Orient Mitjà cap al 1200 aC, al final de l'Edat del Bronze Final.

Les fonts per a la història de Mitanni no són natives i s'hi ha d'utilitzar les fonts hitites, assíries i síries i, en menor mesura, egípcies. Això fa difícil les datacions. Se suposa que els estats o ciutats estat hurrites es van unir a la caiguda de Babilònia després del 1594 aC, quan es va produir l'atac dels hitites a la ciutat i els posteriors atacs cassites. Mentre Alep va tenir influència Mitanni s'havia acontentat amb reconèixer la seva sobirania a la regió i en establir-hi relacions diplomàtiques. Els acords tenien com a fonament l'amenaça de les campanyes hitites a aquells territoris, dutes a terme per Hattusilis I i el seu successor Mursilis I. La debilitat d'Assíria en aquella època, la conquesta hitita d'Alep seguida per lluites internes hitites, van crear un buit de poder a la zona que va afavorir l'expansió del Regne de Mitanni.
El primer rei identificat s'anomenava Kirta, al qual va seguir el seu fill Shuttarna I. Barattarna o Parattarna de Mitanni es va expandir cap a l'oest i va dominar el Regne de Iamkhad. El rei Idrimi d'Alalakh va esdevenir el seu vassall; després s'hi van sotmetre els reis de Kizzuwatna i d'Arrapha; abans del 1500 aC dominava sobre Assíria. Durant el regnat de Sausatatar, les lluites internes dels hitites els va mantenir a l'interior d'Anatòlia i el Regne d'Isuwa, a més de Kizzuwatna, va ser aliat dels hurrites contra els hitites. Sausatatar, va llançar sobre les terres que havien dominat els egipcis una gran ofensiva, utilitzant l'exèrcit, que tenia un temible cos d'elit, els maryanni (joves guerrers) equivalent al sànscrit marya.
L'expansió de Mitanni per Síria xocava amb els interessos dels egipcis a la mateixa regió. Les campanyes del faraó Tuthmosis I (va pujar al tron l'any 1493 aC) van anar dirigides a conquerir Palestina i van arribar fins a l'Eufrates, on va erigir una estela de la victòria. Durant el regnat d'Hatxepsut es van abandonar la majoria de possessions egípcies de la zona, i això va permetre l'expansió de Mitanni. Després d'uns anys de combats, a mitjan segle xv aC, es va establir un statu quo amb els egipcis a Síria, i els dos estats van esdevenir aliats, una bona relació testimoniada en temps de Shuttarna II, que va enviar la seva filla Kilu-Hepa per casar amb el faraó Amenhotep III.
A la mort de Shuttarna, van esclatar les lluites per la successió. Tushratta, fill de Shuttarna, va aconseguir el poder quan ja les relacions amb Egipte s'havien refredat i els hitites iniciaven una fase expansiva (Imperi Hitita Nou). Assíria es va independitzar i l'hitita Subiluliuma I va poder establir reis vassalls a les fronteres, regnes que abans eren tributaris de Mitanni.
A mitjan segle xiii aC, van esclatar noves lluites successòries, amb els assiris i els hitites afavorint diferents candidats. Els hitites van conquerir Washukanni i van instal·lar-hi el seu pretendent favorit Shattiwaza o Mattiwaza, fill de Tushratta, que es va convertir en vassall del gran rei hitita, però el regne va quedar reduït a la regió central del riu Khabur. La situació es va mantenir igual per un temps fins que, el 1270 aC, Assíria va conquerir Mitanni, territori que finalment va annexionar i va convertir en el virregnat o província d'Hanigalbat.
El govern va ser confiat al gran visir i membre de la família reial Ili-ippada, que va prendre el títol de rei (sharru) d'Hanigalbat, i va residir en una ciutat construïda pels assiris com a centre administratiu regional al lloc de la moderna Tell Sabi Abyad. Les seves funcions eren, de fet, assumides pel seu ajudant Tammitte. Els assiris van mantenir-hi el control polític i militar i també el comercial, ja que en les transaccions que es coneixen no apareixen noms hurrites.
Després del govern d'Ili-ippada, que va acabar potser el 1243 aC, amb el nou rei assiri Tukultininurta I (entre el 1243 aC i el 1207 aC) es van produir més deportacions des d'Hanigalbat (Mitanni) cap a Assur, potser per la construcció d'un nou palau reial a la capital assíria. Les inscripcions assíries esmenten en aquests anys l'atac hitita a la província i les excavacions arqueològiques presenten un nivell de certa destrucció, però no es pot assegurar que correspongui a aquestes lluites. Progressivament, la província va ser influïda pels arameus, i l'ús de l'hurrita desaconsellat.
La capital assíria de la província, a Tell Sabi Abyad, va quedar deserta en la primera meitat del segle xii aC.
Els mushku o mushkivan ocupar el territori cap a l'any 1150 aC.

## Llista de reis
- Kirta, vers 1550 aC.
- Shuttarna I (fill), després de 1550 aC.
- Barattarna, vers 1500-1470 aC.
- Parsatatar, vers 1470-1450 aC.
- Sausatatar (fill), vers 1450-1430 aC.
- Artatama I, vers 1430-1420 aC.
- Shuttarna II, vers 1420- ? aC.
- Artashumara, vers 1395 aC.
- Tushratta, vers 1390-1350 aC.
- Artatama II, vers 1350 aC.
- Shuttarna III (fill), vers 1350-1340 aC.
- Mattiwaza (fill de Tushratta), vers 1340-1320 aC.
- Shattuara I, vers 1320- després del 1295 aC.
- Wasashatta (fill), vers 1294-1280 aC.
- Shattuara II (fill o nebot), vers 1280-1270 aC.
- Ili-Ipada, vers 1270-1240 aC (virrei amb títol de rei d'Hanigalbat).